# Within You'll Remain
Within You'll Remain (tạm dịch Vẫn mãi có em) là một ca khúc tiếng Anh nổi tiếng thập niên 1980 tại Đông Nam Á. Được phát hành đầu tiên trong album "There’s Rock & Roll in Chyna" vào năm 1983, cho đến ngày nay, ca khúc vẫn được đánh giá là một trong những bài pop hay nhất của Đông Nam Á.

## Câu chuyện tình Chyna
Đầu thập niên 1980, Donald Ashley (thường được gọi thân mật là Don hay Đường Long), một roker trẻ sinh năm 1954 đã thành lập một rock band lấy tên là Chyna tại Hong Kong. Là thành viên duy nhất là người ngoại quốc (Don có cha là người Mỹ, mẹ là người Malaysia), nhưng được sinh ra và lớn lên tại Hong Kong nên Don đã hấp thu và chuyển tải được sự pha trộn hài hòa giữa 2 nên văn hóa Đông Tây vào trong các sáng tác của mình. Một trong những minh chứng nổi bật nhất chính là ca khúc "Within You'll Remain" mà anh viết tặng cho người vợ của mình là Cindy Ying (tên tiếng Hoa là Ân Tĩnh Phân, 殷靜芬). Khi ca khúc thành hình, một thành viên trong ban nhạc là Peter Wong (Hoàng Lương Thăng) đã đề nghị 2 thay đổi để hoàn thiện ca khúc. Theo đó, đoạn điệp khúc thay vì "What i need, i want you; What i need, i need you" thì câu tiếng Anh "What i need" được thay đổi thành câu tiếng Hoa "Wo ai ni". Ngoài ra, một phần diễn tấu đàn tranh của nhạc sư Trịnh Văn cũng được bổ sung trong phần hòa âm. Hai thay đổi này về sau được đánh giá đã đóng góp quan trọng vào sự thành công của ca khúc. Vì vậy, khi được phát hành, ca khúc này được ghi tên đồng sáng tác là Don Ashley và Peter Wong.
Ca khúc được thu âm bởi hãng Studio A (Hong Kong) và phát hành đầu tiên trong album "There’s Rock & Roll in Chyna" vào năm 1983. Ngay lập tức, ca khúc trở nên nổi tiếng và album "There’s Rock & Roll in Chyna" đạt được Top 10 Billboard ở Hong Kong vào năm 1985. Hãng đĩa Studio A cũng từng được Hãng Virgin đề nghị hợp tác để phát hành album này tại châu Âu. Với sự thành công của "There’s Rock & Roll in Chyna", nhóm Chyna đã nhận được lời mời lưu diễn tại Trung Hoa đại lục và trở thành ban nhạc rock đầu tiên được biểu diễn tại Cộng hòa Nhân dân Trung Hoa, trở thành hình ảnh quảng bá một Trung Quốc mở cửa và có rock.
Tuy nhóm Chyna tan rã sau đó không lâu vì những mâu thuẫn nội bộ, nhưng "Within You'll Remain" vẫn tiếp tục những thành công của mình. Bài hát được chuyển ngữ 8 thứ tiếng, gần 20 phiên bản khác nhau. Phiên bản lời Việt có tên "Còn lại nhớ thương" do Nguyên Lộc viết lời và ca sĩ Minh Tuyết trình bày. Nổi bật nhất là phiên bản cover của nhóm nhạc Singapore Tokyo Square, thành công hơn cả nhóm Chyna, đến nỗi nhiều người nhầm tưởng nhóm này mới là tác giả thực sự của ca khúc. Với "Within You'll Remain", Tokyo Square đã giữ ngôi vị quán quân Bảng xếp hạng âm nhạc tại Singapore suốt 5 tuần lễ liên tiếp. Đĩa nhạc tổng hợp trước đó ế ẩm, bán được 23.000 bản và tăng đến hơn 500.000 bản. Năm 1987, nhóm được mời hát mở màn trong ngày Quốc khánh Singapore, và hơn 50.000 khán giả đồng ca điệp khúc "Wo ai ni, Singapore". Tokyo Square sau đó cũng tung ra nhiều phiên bản khác nhau của bản hit này, từ techno cho đến rock và cả tiếng Thái với "Wo ai ni" chuyển thành "Chan rak kun"…
Vào năm 1992, Donald Ashley viết 2 phiên bản tiếng Hoa của "Within You'll Remain" với tên "Nhất kiểm hồng hà" (一臉紅霞, Khuôn mặt hồng hào), phiên bản tiếng Quảng Đông, và "Vị lai đích ái" (未來的愛, Yêu mãi mai sau), phiên bản tiếng Phổ thông. Trong buổi hòa nhạc tại Thượng Hải ngày 24 tháng 2 năm 2014, nữ danh ca Paula Tsui (Từ Tiểu Phụng) đã trình bày ca khúc "Nhất kiểm hồng hà" bằng tiếng Quảng Đông để vinh danh sự nghiệp của Donald Ashley.
Donald Ashley qua đời ngày 19 tháng 10 năm 2014. Vợ ông, Cindy Ying, đã qua đời trước đó vài tháng. Don và Cindy lập gia đình với nhau năm 1971. Hai người sống với nhau hơn 40 năm cho đến khi qua đời.